# أندي لي (لاعب كرة قدم)
أندي لي (بالإنجليزية: Andy Lee)‏ (18 أغسطس 1982 في المملكة المتحدة - ) هو لاعب كرة قدم بريطاني في مركز الوسط. لعب مع برادفورد سيتي ونادي آبريستويث تاون وWakefield F.C. ‏ ونادي برادفورد بارك أفنيو.

## وصلات خارجية
- أندي لي على موقع قاعدة بيانات كرة القدم.إي يو (الإنجليزية)
- أندي لي على موقع Soccerbase.com (لاعب) (الإنجليزية)